# Executable

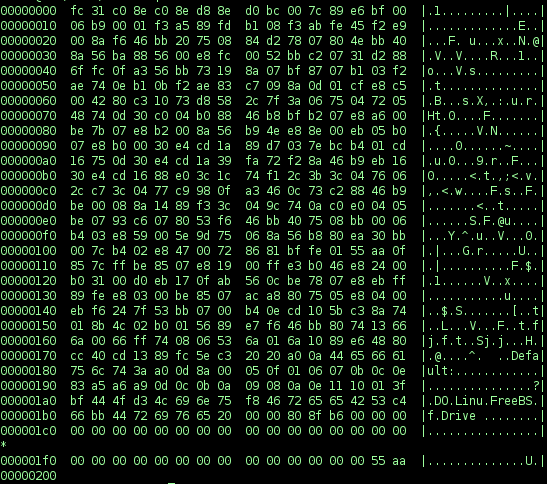
Un hex dump d'un executable en mode real

En informàtica, un executable és aquell arxiu binari el contingut del qual és entès per l'ordinador com un programa informàtic. Habitualment aquests arxius binaris estan compostos per instruccions donades al processador en codi màquina però a vegades pot tenir bytecode que necessita un intèrpret per a executar-ho. Sovint els executables fan trucades específiques a algunes funcions del sistema operatiu. (trucades de sistema)
Hi ha dues formes de classificar un executable segons la seva compatibilitat:
1. Portables: El seu codi no està associat a un processador concret, utilitza bytecodes que són interpretats pel sistema operatiu, com per exemple amb Java…
2. No portables:El seu codi està associat a un tipus de processador, per tant no pot ser executat en un altre sistema. Això passa amb l'assemblador…

Un altre tipus de programes, els scripts, no contenen codi màquina si no el codi font, que ha de ser interpretat a la vegada que s'executa.
Determinar si un arxiu és executable o no se simplement una qüestió de convenció. A Windows per exemple, el criteri es basa en l'extensió de l'arxiu (.exe, .bat...). A Unix en canvi es basa en les meta dades de l'arxiu.
En molts dels programes moderns, els executables contenen coses no necessàries com imatges, textos... o qualsevol altra informació que ajudi a l'ordinador a interpretar el codi que conté.